# Break Up
Pour les articles homonymes, voir Break Up (homonymie).
Albums par Scarlett Johansson
Anywhere I Lay My Head
(2008)
Albums par Pete Yorn
Back & Fourth
(2008)
Break Up est un album de Scarlett Johansson et Pete Yorn, enregistré en 2006 et sorti en 2009. Il est inspiré par les duos enregistrés par Serge Gainsbourg et Brigitte Bardot. Il s'est vendu à 92 800 exemplaires en France.

## Titres

### Standard edition
Toutes les chansons sont écrites et composées par Pete Yorn, exceptées celles notées.
| No | Titre                        | Durée |
| -- | ---------------------------- | ----- |
| 1. | Relator                      | 2:33  |
| 2. | Wear and Tear                | 3:22  |
| 3. | I Don't Know What to Do      | 3:29  |
| 4. | Search Your Heart            | 3:01  |
| 5. | Blackie's Dead               | 2:37  |
| 6. | I Am the Cosmos (Chris Bell) | 2:47  |
| 7. | Shampoo                      | 3:05  |
| 8. | Clean                        | 3:48  |
| 9. | Someday                      | 4:17  |

### French Special edition
| No | Titre                   | Durée |
| -- | ----------------------- | ----- |
| 1. | Relator                 | 2:36  |
| 2. | Blackie's Dead          | 2:38  |
| 3. | I Don't Know What to Do | 3:30  |
| 4. | Search Your Heart       | 3:03  |
| 5. | Shampoo                 | 3:08  |
| 6. | Stop Your Sobbin'       | 2:38  |
| 7. | Relator (Video)         | 2:33  |